# Großer Obstbaumsplintkäfer
Der Große Obstbaumsplintkäfer (Scolytus mali) ist ein Rüsselkäfer aus der Unterfamilie der Borkenkäfer (Scolytinae). Da er seine Brutsysteme in der Rinde der Wirtsbäume anlegt, wird er den Rindenbrütern zugerechnet.

## Merkmale
Die Käfer werden drei bis vier Millimeter lang und haben einen schwarz gefärbten, walzenförmigen Körper. Der Halsschild ist groß und vorne verengt, die Basis und die Seiten sind kantig gerandet. Es verdeckt von oben gesehen nicht den Kopf. Die Stirn ist beim männlichen Käfer flach und behaart, beim weiblichen Käfer ist die Stirn gewölbt und kahl. Das Analsternit besitzt beim Männchen einen Quereindruck, beim Weibchen einen kleinen Längseindruck (Sexualdimorphismus). Die Stirn hat keinen Längskiel. Die Flügeldecken haben zwei Arten von Punktreihen und sind rotbraun gefärbt. Die Punktreihen liegen weiter als eine Punktbreite auseinander. Die Flügeldecken sind dunkelbraun gefärbt, der Nahtstreifen ist nicht eingedrückt. Das Abdomen steigt ab dem zweiten Sternit zum Ende hin schräg auf. Die Schienen (Tibien) der Vorderbeine sind außen glatt und besitzen eine hakenförmig gekrümmte Spitze. Das dritte Tarsenglied ist zweilappig.

## Verbreitung
Die Art ist in Europa bis zum Kaukasus und Ural, in Schweden und Südwest-Finnland verbreitet. Sie kommt nicht in Norwegen vor.

## Lebensweise
Der Große Obstbaumsplintkäfer kommt vor allem an Birnen (Pyrus) und Prunus-Arten, aber auch an Mehlbeeren (Sorbus), Weißdornen (Crataegus), Zwergmispeln (Cotoneaster), Hainbuchen (Carpinus) und seltener an Ulmen (Ulmus) und Hasel (Corylus)-Arten vor. Er besiedelt die Rinde der Bäume. Das Fraßbild ist ein einarmiger Muttergang (Längsgang), von dem die Larvengänge seitlich abzweigen. Die Art bildet zwei Generationen pro Jahr, die Flugzeit ist von Mai bis Juni und August bis September. Die Käfer sind monogam.

## Systematik

### Synonyme
Aus der Literatur sind für den Großen Obstbaumsplintkäfer folgende Synonyme bekannt:
- Bostrichus mali Bechstein, 1805
- Eccoptogaster castaneus Ratzeburg, 1837
- Eccoptogaster pruni Ratzeburg, 1837
- Eccoptogaster pyri  Ratzeburg, 1837
- Scolytus sulcatus LeConte, 1868
- Scolytus nitidulus Chapuis, 1869
- Scolytus bicallosus Eggers, 1933
- Scolytus rimskii Kurentsov, 1941